# Richardson Lakes
Die Richardson Lakes sind eine kleine Gruppe aus Schmelzwasserseen im ostantarktischen Enderbyland. Sie liegen am Fuß des Mount Riiser-Larsen auf dessen Nordwestseite und unmittelbar östlich der Amundsenbucht. 
Luftaufnahmen entstanden 1956 durch Wissenschaftler der Australian National Antarctic Research Expeditions (ANARE). Eine ANARE-Mannschaft unter der Leitung des australischen Geodäten Graham Alexander Knuckey (1934–1969) besuchte sie erstmals im November 1958. Namensgeber ist Sergeant Alan Keith Richardson (* 1930) von der Royal Australian Air Force, Besatzungsmitglied beim Antarktisflug von der Mawson-Station im Jahr 1958.